# نافباكتوس
نافباكتوس: (باليونانية: Ναύπακτος) مدينة يونانية ومركز لبلدية تقع في غرب وسط البلاد ضمن مقاطعة إيتوليا-أكارنانيا التي تتبع إدارياً لإقليم ذيتيكي إلاذا الإداري.

## الموقع والسكان
تقع المدينة ضمن خليج صغير على الساحل الشمالي لخليج كورنث. بالقرب من المنطقة ضمن هذا الخليج والتي تعرف باسم مضيق ليبانتو (Lepanto). 
تبعد المدينة مسافة 40 كيلومتر إلى الشرق من ميسولونغي عاصمة المقاطعة (إيتوليا-أكارنانيا)، عبر الطريق E-55 
بينما تبعد مسافة 20 كيلومتر فقط من جهة الشمال الشرقي عن باتراس عاصمة إقليم غرب اليونان، وذلك عبر الطريق E-55 ثم جسر ريو-أنتيريو المعلق الذي يقطع مضيق ليبانتو.
يبلغ عدد سكان المدينة حوالي (13) ألف نسمة بينما يصبح عدد سكانها مع الأقسام البلدية التابعة لها حوالي (18) ألف نسمة (إحصاء 2001) وبالتالي تكون ثاني أكبر مدينة في إيتوليا-أكارنانيا بعد أغرينيو.

## التسمية
يعتقد أن اسم نافباكتوس قادم من كلمتين يونانيتين هما نافس (ναύς) بمعنى الـسفينة، وَ بغنومي (πήγνυμι) بمعنى باني أو مصلح.

## التاريخ

### الفترة الكلاسيكية والرومانية
كانت نافباكتوس إحدى مدن اللوكريين الأوزليين (أحد القبائل الهيلينية)، ولكن أثينا استولت عليها في العام 455 ق.م. وقام هؤلاء بإسكان الميسينيين فيها (والذين طردهم الأسبرطيون من ديارهم)، وجعلوها قاعدتهم البحرية في غرب اليونان وخاصة أثناء الحرب البيلوبونيزية. وقعت بالقرب منها العديد من المعارك أثناء تلك الحرب.
عادت ملكية المدينة عام 404 ق.م. إلى اللوكريين الأوزليين مجدداً، وقد فقدوها لوقت قصير لصالح الأخائيين، ولكن أبامينونداس ساعدهم على استعادتها منهم. 

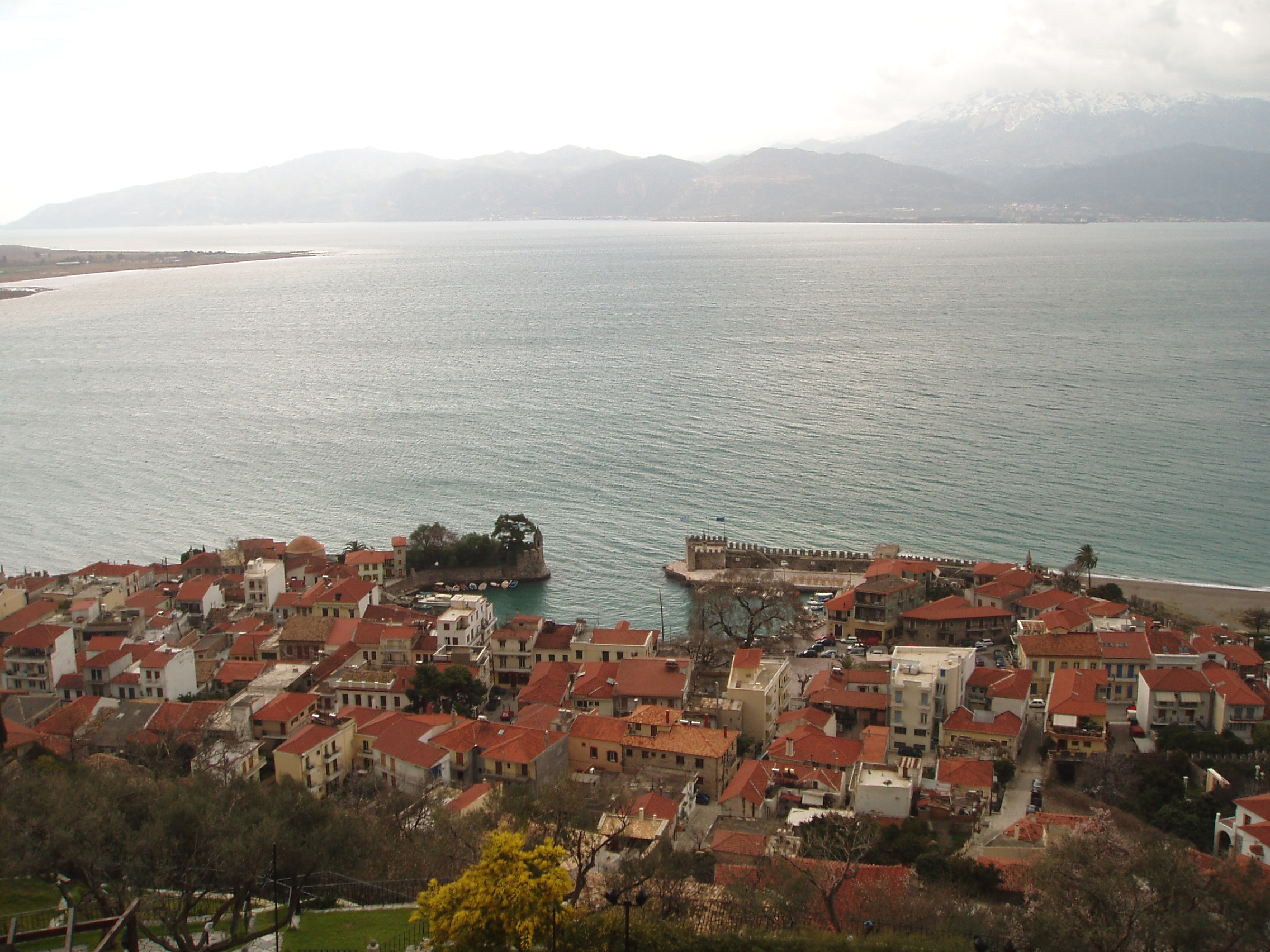
ميناء نافباكتوس وتحصينات قلعتها

احتلها فيليب المقدوني وقام بإعطائها للإيتوليين. ولكن وفي العام 191 ق.م. قام الرومان باحتلال المدينة، استمر ازدهار المدينة حتى العام 170 م. في عهد الإمبراطور جستنيان الأول عندما دمرتها هزة أرضية قوية.

### القرون الوسطى والفترة العثمانية
على الرغم من تعرض المدينة للعديد من الـزلازل في هذه الفترة إلا أنها استمرت بلعب دور مركز كنسي للمنطقة (مجمع سارذيكي) ثم (مركز نيكوبوليس) في الوقت التي كانت جزءاً من الإمبراطورية البيزنطية.
احتلها الفينيسيون عام 1204 م. الذين قاموا بتحصينها جيداً وأطلقوا عليها اسم ليبانتو (Lepanto). في العقود الأخيرة للقرن الرابع عشر تولت السيطرة عليها من قبل الـفينيسيين، الألبان والعثمانيين، ولكنها استقرت في يد الفينيسيين منذ العام 1407.
حاصرها العثمانيون مجدداً عام 1477 لمدة أربعة أشهر بجيش مؤلف من 30 ألف مقاتل، ولكنهم فشلوا في فتحها، ثم عادوا ودخلوها عام 1499 عندما تردد أن الفينيسيون باعوها للـسلطان بيازيد الثاني.
حدثت بالقرب منها عام 1571 إحدى المعارك الحاسمة في الصراع العثماني-الأوروبي وهي معركة ليبانتو البحرية، بين الأسطول العثماني وأساطيل التحالف المقدس الذي ضم الأسطول الإسباني، الفينيسي، البابوي، والأسطول الهابسبورغي. انتهت هذه المعركة إلى تدمير كامل للأسطول البحري العثماني، وبالتالي الحد من القدرة البحرية العثمانية في البحر المتوسط.
عادت المدينة لتشكل جزءاً من الدولة اليونانية بدءاً من العام 1829 م. بعد حرب استقلال اليونان.

## المعالم الأساسية

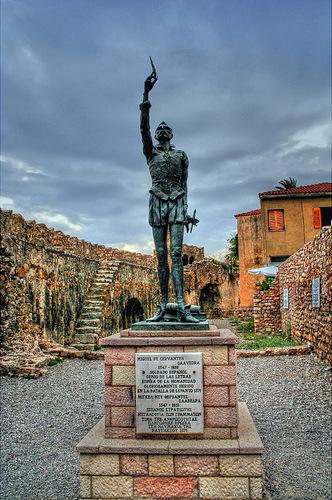
تمثال ميغيل دي ثربانتس في ساحة نافباكتوس

- قلعة نافباكتوس الفينيسية: وهي أهم معلم في المدينة، ومن أهم القلاع في اليونان، تعتبر مثالاً عن الهندسة الدفاعية الفينيسية والعثمانية، وهي مبنية على تلة شديدة الانحدار مطلة على خليج كورنث، حولها سور دفاعي ممتد له أربعة أبواب، هذا بالإضافة إلى الأسوار الدفاعية البحرية حول الميناء.
- ميناء نافباكتوس: وهو ميناء صغير توجد به الكثير من المقاهي التقليدية، ويوجد ضمنه تمثال للأديب الإسباني ميغيل دي ثرفانتس والذي فقد ذراعه أثناء معركة ليبانتو البحرية بالقرب من المدينة.
- متحف نافباكتوس الأركيولوجي: وهو متحف صغير يلقي الضوء على تاريخ المدينة الكلاسيكي من خلال اللقى الأثرية المجموعة من المنطقة.

## متفرقات
- توجد في المدينة قسم نظم الاتصالات والشبكات التابع للمعهد التقني العالي في ميسولونغي.
- أهم نادي رياضي في المدينة هو نافباكتياكوس أستيراس، ويلعب ناديه لكرة القدم في دوري الدرجة الثالثة اليوناني (موسم 2007-2008).
- تعتبر المدينة مركزاً كنسياً لطائفة الروم الكاثوليك

## وصلات خارجية
- موقع المدينة الرسمي